# Hidalgo Moya
John Hidalgo Moya (5 de mayo de 1920 – 3 de agosto de 1994), a veces conocido como Jacko Moya, fue un arquitecto de origen estadounidense que vivió y trabajó principalmente en Inglaterra.

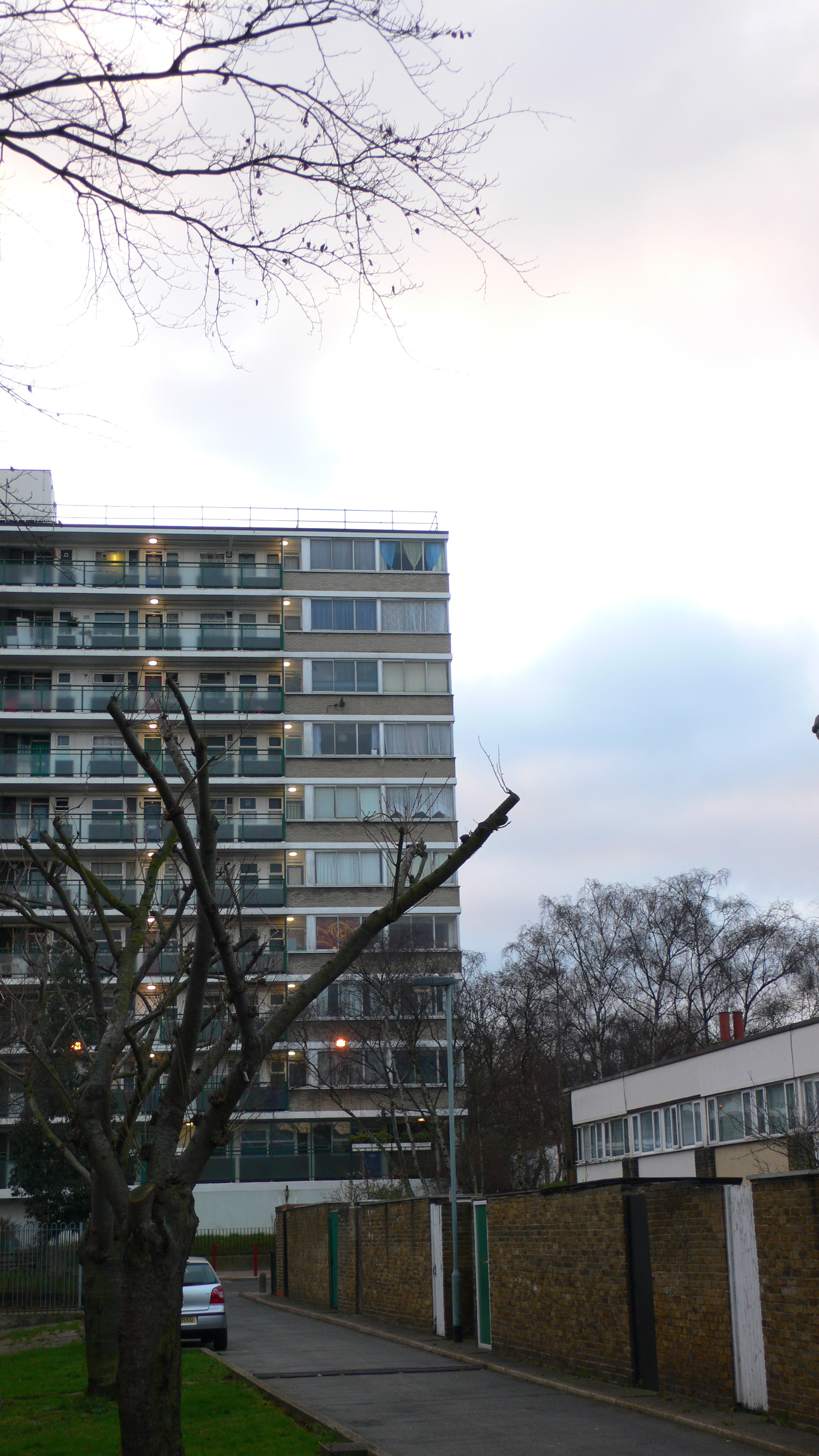
Casas y pisos de Powell y Moya, Gospel Oak, Londres.

## Biografía
Moya nació el 5 de mayo de 1920 en Los Gatos, California, Estados Unidos, de madre inglesa y padre mexicano. Mayo vivió en Inglaterra desde la infancia. Fundó la firma de arquitectura Powell & Moya con Philip Powell.
Entre otros proyectos, Powell y Moya diseñaron el Chichester Festival Theatre, el Skylon (estructura del Festival of Britain de 1951), Churchill Gardens in Pimlico, Northbrooks en Harlow, St Paul's School, Londres, el Museo de Londres, Christ Church Picture Gallery, Oxford y Wolfson College, Oxford.
Moya se retiró en 1992 a vivir en Rye, Sussex, Inglaterra. Murió en Hastings, el 3 de agosto de 1994 a los 74 años de edad.